# Mięsień podłużny

Mięsień podłużny

Mięsień podłużny (łac. musculus procerus) – w anatomii człowieka parzysty mięsień wyrazowy głowy, należący do grupy mięśni otoczenia szpary powiek. Biegnie w przedłużeniu brzuśca czołowego mięśnia potyliczno-czołowego ku dołowi na grzbiet nosa. Mięsień podłużny marszczy skórę u nasady nosa w poziomie fałdy, nadając twarzy wyraz agresji. Unerwiony jest przez gałązki skroniowe nerwu twarzowego.